# 松江西高等学校
松江西高等学校（まつえにしこうとうがっこう）は、島根県松江市上乃木三丁目にある私立高等学校。学校法人永島学園が運営している。通称は「西高」（にしこう）。

## 沿革
- 1924年 - 松江簿記学校として開校（松江市南田町）。
- 1932年 - 松江市朝日町に移転。
- 1946年 - 松江高等経理学校に改称。
- 1964年 - 島根商業高等学校に改称。
- 1976年 - 松江西高等学校に改称。松江市浜乃木に移転。
- 1986年 - 松江市上乃木に移転。
- 2006年 - 特別進学コース設置。

## 設置学科
- 全日制
  - 普通科
    - 総合コース
    - 特別進学コース

  - 総合ビジネス科
    - 情報コース
    - マネジメントコース
    - ビジネスコース

## 著名な卒業生
- 深田金之助 - 映画監督・映画製作者（松江高等簿記学校・中退）

## 姉妹校
- 学校法人永島学園
  - 出雲西高等学校（島根県出雲市）
- 学校法人益田永島学園
  - 明誠高等学校（島根県益田市）
- 学校法人米子永島学園
  - 米子松蔭高等学校（鳥取県米子市）